# Tumak, fils de la jungle
Pour plus de détails, voir Fiche technique et Distribution.
Tumak, fils de la jungle (titre original : One Million B.C.) est un film américain en noir et blanc réalisé par Hal Roach et Hal Roach Jr., sorti en 1940.

## Synopsis
Un vieil archéologue raconte l'histoire de Tumak, le jeune chasseur de la tribu des Rochers.
Après avoir rencontré Loana, la fille du chef d'une tribu civilisée, Tumak, un jeune homme des cavernes, s'efforce de civiliser la tribu brutale à laquelle il appartient, et de l'unir à celle de Loana. 
Des animaux gigantesques sont un danger permanent.

## Fiche technique
- Titre :Tumak, fils de la jungle
- Titre original : One Million B.C.
- Réalisation : Hal Roach et Hal Roach Jr.
- Scénario : Mickell Novack, George Baker et Joseph Frickert, d'après un récit de Grover Jones
- Musique : Werner R. Heymann
- Direction artistique : Charles D. Hall
- Décors : William Stevens
- Costumes : Harry Black
- Effets spéciaux : Roy Seawright, Jack Shaw, Frank Young
- Photographie : Norbert Brodine
- Montage : Ray Snyder
- Produceurs : Hal Roach et D. W. Griffith (non crédité)
- Société de production : Hal Roach Studios
- Société de distribution : United Artists
- Pays de production :  États-Unis
- Langue d'origine : anglais américain
- Format : Noir et blanc — 35 mm — 1,37:1 — son : mono (Western Electric Mirrophonic Recording)
- Métrage : 2 181 mètres (9 bobines)
- Genre : Film d'aventure, Film fantastique
- Durée : 80 minutes
- Dates de sortie : 
  - États-Unis : 5 avril 1940
  - France : 20 octobre 1948

## À noter
- Le film fut, à l'époque, un énorme succès commercial, tout juste devancé au box-office par Autant en emporte le vent, sorti dans le courant de l'année précédente. Toutefois, les critiques du film étaient mitigées.
- Les séquences à effets spéciaux qui, pour l'époque, étaient considérées comme le nec plus ultra, furent réutilisées dans un nombre impressionnant d'autres productions à petit budget, jusqu'au milieu des années 1960.
- Pour sa sortie au Royaume-Uni, le film fut énormément censuré pour se conformer aux lois strictes sur la cruauté faite aux animaux devant une caméra.
- D. W. Griffith, qui commença à travailler sur le projet, abandonna en cours de tournage pour des divergences artistiques avec la production, allant jusqu'à refuser que son nom figure au générique. Le producteur Hal Roach, ainsi que son fils, se chargèrent donc de le terminer.
- Ce film, autant que son remake produit par la firme Hammer Film Productions en 1966, fut lourdement critiqué pour avoir peu scrupuleusement fait côtoyer humains et dinosaures à une même époque.

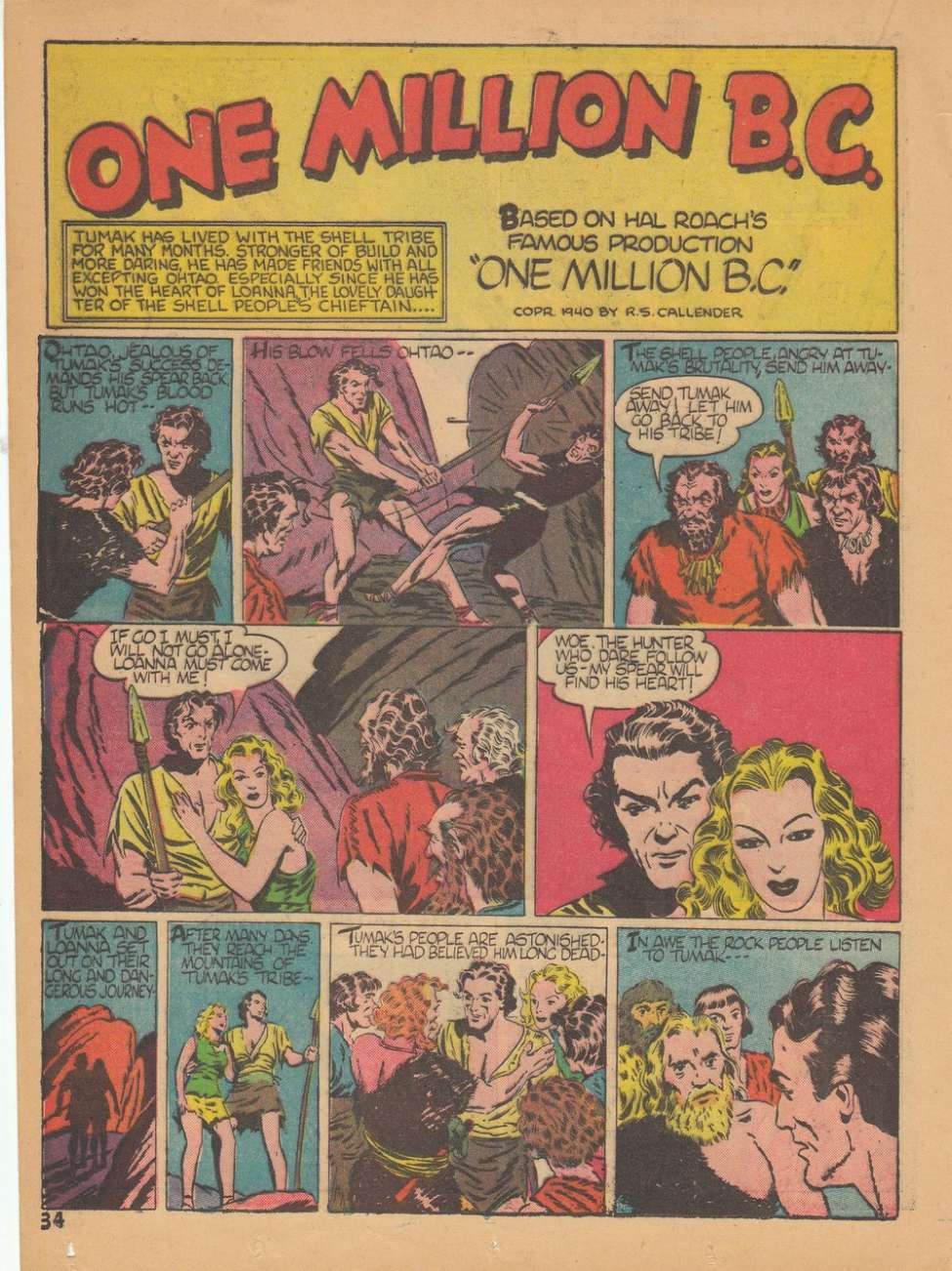
Crackajack Funnies nº 26, août 1940, artiste inconnu.

## Bande dessinée
En août 1940, une bande dessinée de quatre pages basée sur le film, a été publiée dans Crackajack Funnies no 26, publié par Dell Comics, de paternité non identifiée.
De 1948 à 1949, une adaptation par George Fronval et Raymond Poïvet est publiée dans L’Intrépide,,.